# Charilaos Trikupis
Charilaos Trikupis (gr. Χαρίλαος Τρικούπης; ur. 29 czerwca?/11 lipca 1832 w Nauplionie, zm. 30 marca 1896) – grecki polityk, siedmiokrotny premier Grecji w latach 1875–1895.

## Życiorys
Był synem Spiridona Trikupisa, polityka, który był krótko premierem Grecji w 1833 roku, i Ekaterini Mawrokordatos, siostry Aleksandrosa Mawrokordatosa, który pełnił również funkcję premiera.
Ukończył studia prawnicze na uniwersytecie ateńskim. Studia kontynuował w Paryżu, gdzie obronił pracę doktorską. W 1852 został wysłany do Londynu, gdzie pracował jako attaché w poselstwie greckim. W 1865 występował w składzie delegacji greckiej prowadzącej negocjacje na temat przyłączenia Wysp Jońskich do Grecji. W 1865 po raz pierwszy zdobył mandat deputowanego do parlamentu, a następnym roku objął stanowisko ministra spraw zagranicznych. W 1875 po raz pierwszy objął stanowisko premiera.

### „Niestety, jesteśmy w stanie upadłości”
Jego szósta kadencja premiera (22 czerwca 1892 – 15 maja 1893) była dramatyczna. Nadmierne wydatki kraju i wszechobecna korupcja spowodowały krach finansów państwa. Trikupis stanął przed parlamentem i wypowiedział swoje najbardziej znane oświadczenie: Niestety, jesteśmy w stanie upadłości (gr. Δυστυχώς επτωχεύσαμεν). Obsługa kredytów zagranicznych została zawieszona, a wszelkie, możliwe do uniknięcia wydatki zostały obcięte.
Trikupis został wybrany premierem ponownie (11 listopada 1893 – 24 stycznia 1895). W tym czasie rozpoczęto planowanie przygotowań do Letnich Igrzysk Olimpijskich w 1896. Trikupis był sceptycznie nastawiony do finansowania Olimpiady. Wypracowano kompromis, dzięki któremu Igrzyska zrealizowano pomyślnie, z pomocą także sponsorów prywatnych, zwłaszcza Jeorjosa Awerofa.
Trikupis bezskutecznie starał się o ugodę z wierzycielami kraju. Zwiększenie opodatkowania, które proponował spotęgowało wrogą ocenę społeczną jego polityki. W styczniu 1895 roku, w atmosferze totalnej klęski, podał się do dymisji. W cztery miesiące później, on i resztki jego Partii Modernistycznej przepadły w wyborach powszechnych, a Trikupis nie zdołał osiągnąć ani nawet godności posła parlamentu.

### Ocena współczesna
Przez współczesnych Greków Trikupis uważany jest za prekursora nowoczesnego państwa. Jego imieniem nazwano jeden z najdłuższych i najtrudniejszych technicznie mostów świata („Charilaos Trikupis”), który łączy brzegi Zatoki Korynckiej most Rio-Andirio. Most wybudowano w roku 2004, w aktywnym sejsmicznie rumowisku skalnym o miąższości 450 m, w uskoku tektonicznym. Przedsięwzięcie było zapowiadane i wstępnie projektowane już z polecenia premiera Trikupisa.
Po śmierci Trikupisa, kolejną i tym razem w znacznej mierze udaną, głęboką modernizację Grecji podjął – od 1910 r. – Elefterios Wenizelos, który także zmarł na emigracji (1936) w atmosferze zupełnej klęski. Przez potomnych oceniany jest pozytywnie.